# Halászlé
Le halászlé ([ˈhɒlaːsleː]) ou halpaprikás est une soupe hongroise faite à partir de différents poissons et relevée au paprika. Il s'agit d'une spécialité du sud de pays, des régions de Szeged et de Pécs.

## Préparation
Des oignons finement hachés et des morceaux de poisson d'eau douce coupés en petits morceaux, sont rapidement sautés avec de la paprika dans la graisse de porc, puis recouvert d'eau (ou jus de tomate) et bouillis jusqu'à ce que le poisson soit complètement cuit. Pour cette soupe, la rogue et la laitance doivent également être inclus. Après cela, la soupe est passée au tamis. Ensuite, de gros morceaux de poisson (principalement la carpe, mais aussi le poisson-chat ou le brochet) y sont ajoutés et cuits jusqu'à ce qu'ils soient tendres. On y ajoute parfois du vin et différents légumes selon la région. La soupe halászlé est servie dans des pots avec du pain blanc,.

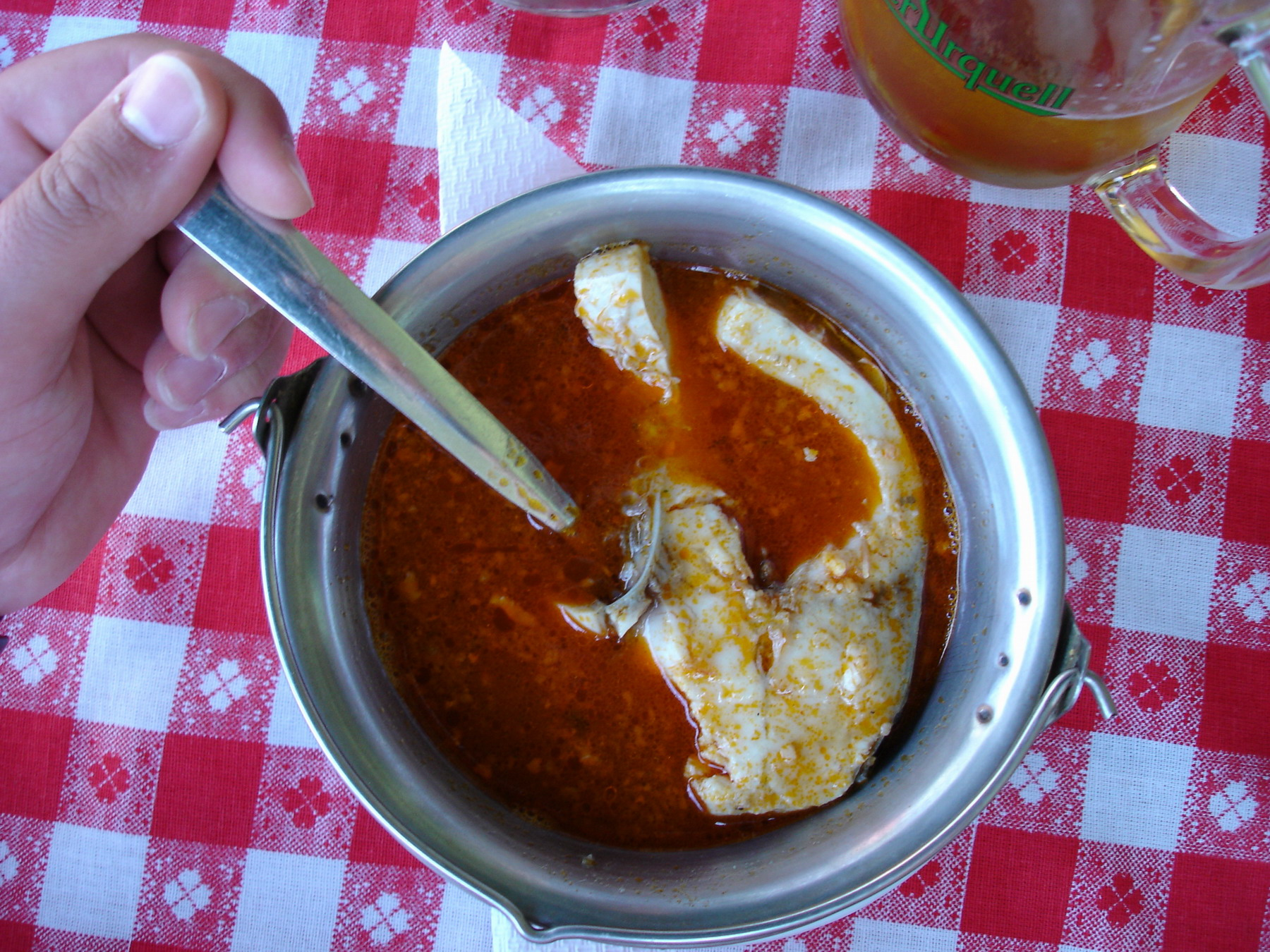
Halászlé à base de carpe.